# ビザロ
ビザロ（英: Bizarro）は、DCコミックスの出版するアメリカン・コミックスに登場する架空のスーパーヴィラン。オットー・バインダーとジョージ・パップによって創造され、1958年の"Superboy #68"で初登場した。スーパーマンのクローン。

## 概要
ビザロは不完全なスーパーマンのクローンで、スーパーマンの宿敵であるレックス・ルーサーによって生み出された。スーパーマンの遺伝情報をもとに構成されているが、その情報が不十分だったために不完全なクローンとなった。ビザロは状況や言語を反対に認識する性質があり、そのためヴィランとして現れる場合もあればアンチヒーローとして活躍することもある。最もよく知られたビザロはスーパーマンのクローンだが、スーパーガールのビザロ、スーパーボーイのビザロ、ロイス・レインのビザロも存在し、その他ヒーローのビザロは「ビザロワールド」という惑星に住んでいる。
ビザロはリージョン・オブ・ドゥームやインジャスティス・リーグではヴィランの一員として活動し、レッドフードとアルテミス・バナ゠マイダルと結成したアウトローズではアンチヒーローとして活躍している。

## 書誌情報

### 翻訳版
- フォーエバー・イービル（ISBN 978-4796875493）

小学館集英社プロダクション刊、2015年7月29日発売。
- ジャスティス Vol.1 (ISBN 978-4864913164)
- ジャスティス Vol.2 (ISBN 978-4864913201)

ヴィレッジブックス刊。2016年11月発売。

### 原語版
| タイトル                                        | 刊行日     | ISBN           |
| ビザロ                                          | ビザロ     | ビザロ         |
| ----------------------------------------------- | ---------- | -------------- |
| Tales of Bizarro World                          | 2000年9月  | 978-1563896248 |
| Bizarro Comics                                  | 2003年4月  | 978-1563899584 |
| Escape from Bizarro World                       | 2009年5月  | 978-1401220334 |
| Bizarro                                         | 2016年2月  | 978-1401259716 |
| レッドフード＆アウトローズ                      |            |                |
| Red Hood and the Outlaws Vol.1: Dark Trinity    | 2017年4月  | 978-1401268756 |
| Red Hood and the Outlaws Vol.2: Who is Artemis? | 2017年10月 | 978-1401273996 |
| Red Hood and the Outlaws Vol.3: Bizarro Reborn  | 2018年4月  | 978-1401278373 |
| Red Hood and the Outlaws Vol.4                  | 2018年11月 | 978-1401284886 |

## スピンオフ
タイニー・タイタンズ
ティーン・タイタンズが小学生となった日常を描いた作品。コミカルな絵柄と作風が特徴。
スーパーマン・ファミリー・アドベンチャーズ
スーパーマン・ファミリーの活躍を絵本風にアレンジした作品。

## 他のメディア

### ドラマ
LOIS&CLARK/新スーパーマン（1993年-1997年）
演 - ディーン・ケイン
スーパーボーイ (テレビドラマ)（1988年-1992年）
演 - バリー・マイヤーズ
ヤング・スーパーマン（2001年-2011年）
演 - トム・ウェリング
SUPERGIRL/スーパーガール（2015年-現在）
演 - ホープ・ローレン/メリッサ・ブノワ

### アニメ
スーパーフレンズ（1973年-1986年）
声 - ウィリアム・キャラウェイ/ダニー・ダーク
スーパーマン (アニメ)（1996年-2000年）
声 - ティモシー・デイリー、日本語吹替 - 辻親八/花田光
ジャスティス・リーグ・アンリミテッド（2004年-2006年）
声 - ジョージ・ニューバーン
DCスーパーフレンズ（2010年-現在）
声 - マーク・トンプソン
テイルズ・オブ・メトロポリス（2012年-2014年）
声 - デビッド・ケイ
短編アニメのオムニバス『DC Nation Shorts』のエピソード。現在は公式サイトで無料公開されている。
「Tales of Metropolis - "Bizarro" (full)」 - YouTube
ジャスティス・リーグ・アクション（2016年-2018年）
声 - トラヴィス・ウィリン

### ゲーム
スーパーマン64（1999年）
DCユニバース・オンライン（2011年）
声 - ジョン・マンディア
インジャスティス2（2017年）
声 - パトリック・ザイツ
レゴ®DCスーパーヴィランズ (2018年)
声 - ノーラン・ノース